# Ferrovia da Birmânia

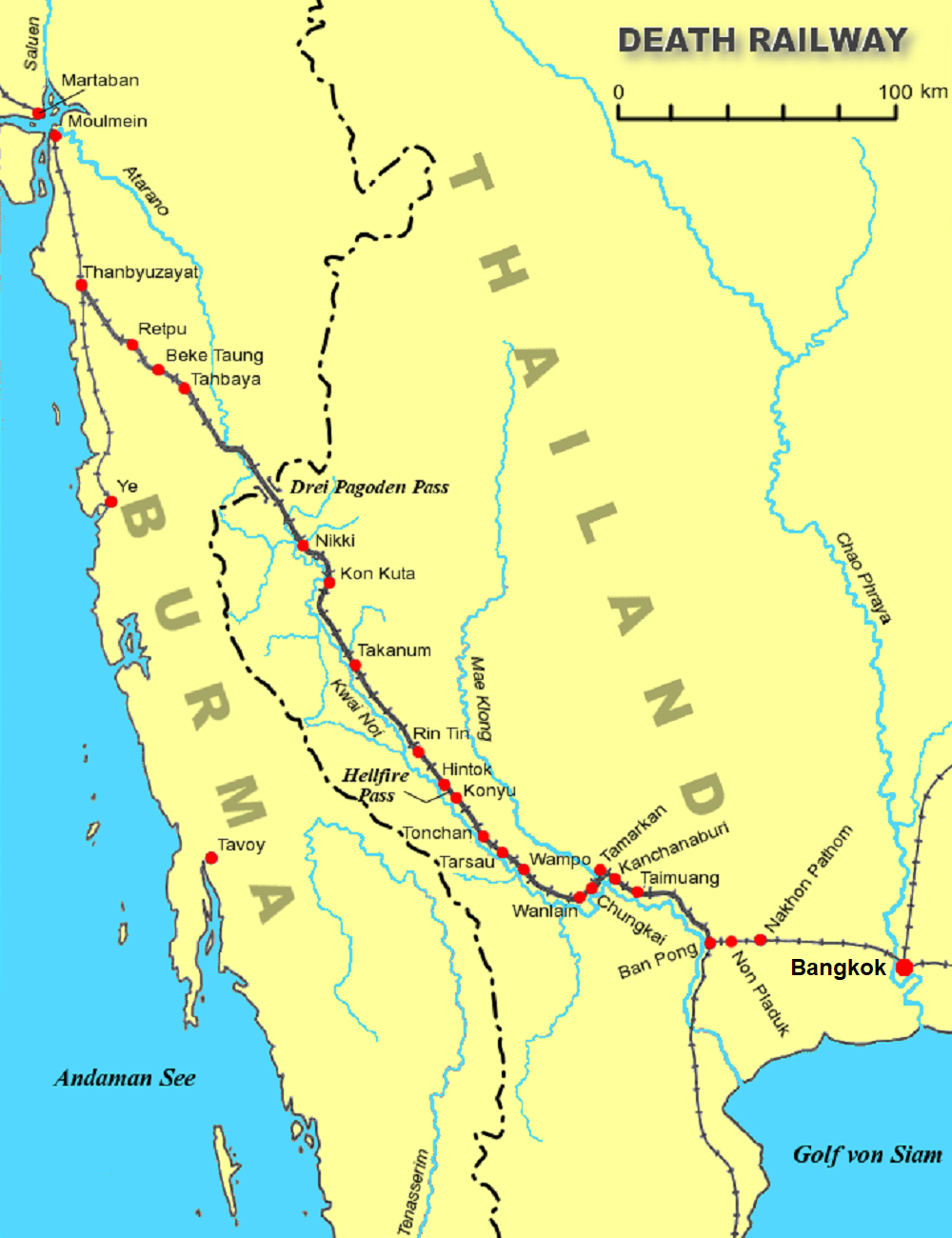
Mapa da Ferrovia de Burma.

A Ferrovia da Birmânia, também conhecida como a Ferrovia da Morte, Estrada de Ferro Thai-Birmânia e nomes semelhantes, é uma ferrovia de 415 km de extensão, entre Bangkok, Tailândia e Rangum, Birmânia (hoje Myanmar), construída pelo Império do Japão durante a Segunda Guerra Mundial, para dar suporte às suas tropas, na Campanha da Birmânia.
Os trabalhos forçados de cerca de 180 000 trabalhadores asiáticos e 100 000 prisioneiros de guerra Aliados foram usados em sua construção. Destes, cerca de 90 000 asiáticos e 16 000 prisioneiros de guerra morreram como resultado direto do projeto. Entre os prisioneiros Aliados mortos estavam 6318 britânicos, 2815 australianos, 2490 neerlandeses, cerca de 356 estadunidenses e um pequeno número de canadenses.